# Saimaza
Saimaza ist ein spanischer Kaffeehersteller mit Hauptsitz in Sevilla.
Die Kaffeerösterei wurde im Jahr 1908 von Joaquín Sainz de la Maza gegründet und entwickelte sich in Folge zum größten spanischen Kaffeeproduzenten. Nach dem Zweiten Weltkrieg war das Unternehmen der drittgrößte Importeur von Kaffee in Spanien. Im Jahr 1937 wurde das Unternehmen in eine Aktiengesellschaft umgewandelt. Im Jahr 1982 errichtet Saimaza in Dos Hermanas bei Sevilla eine neue Fabrik. Im folgenden Jahr unterzeichnete Saimaza einen Partnerschaftsvertrag mit dem amerikanischen Lebensmittelkonzern General Foods, der wenige Jahre später in der multinationalen Kraft Foods Group aufging. Im Zuge dieser Expansion stieg der Umsatz von Saimaza bis auf 90 Millionen Euro. Im Jahr 2004 verstarb der Firmengründer, das Unternehmen wurde von der Familie weitergeführt. 
Ende April 2013 berichtete die spanische Presse, dass Saimaza ihre Fertigung bei Sevilla schließen und nur noch im italienischen Werk in Andezeno produzieren wird. Die Zentrale mit Vertrieb, Logistik und Marketing verbleibt jedoch in Sevilla. Im Sommer 2014 bestätigte Mondelez (ehemals Kraft Foods), dass die Fabrik in Dos Hermanas an die Andaluza de Cafés S.A. (Marke Catunambú) verkauft wurde.